# Carpi Football Club 1909 2013-2014
Questa voce raccoglie le informazioni riguardanti il Carpi Football Club 1909 nelle competizioni ufficiali della stagione 2013-2014.

## Stagione
La stagione 2013-2014 del Carpi, neo promosso per la prima volta in Serie B, inizia con un nuovo volto sulla panchina biancorossa: dopo il successo storico di Fabio Brini, il testimone passa a Stefano Vecchi.
L'11 agosto il Carpi perde (1-0) in casa della Reggina e viene pertanto eliminato dalla Coppa Italia al secondo turno. Carpi-Padova della seconda giornata di campionato è stata sospesa al 27' sullo (0-0) a causa di un blackout all'impianto elettrico (la partita si è disputata in notturna, come tutte le altre) che la società ha attribuito a un problema della rete pubblica; il Padova si è rifiutato di giocare la restante parte dell'incontro il giorno successivo. La partita è stata ripresa e portata a termine l'11 marzo 2014. La squadra biancorossa chiude il girone di andata con 31 punti in ottava posizione. Nel girone di ritorno si avverte un calo di rendimento. Il 17 marzo 2014 dopo tre sconfitte di fila ed un pari interno viene esonerato Stefano Vecchi, i carpigiani sono tredicesimi con 40 punti, al suo posto il Carpi ha ingaggiato Giuseppe Pillon che lo guida a cogliere con 59 punti il dodicesimo posto finale.

## Divise e sponsor
Lo sponsor tecnico per la stagione 2013-2014 è Sportika, mentre lo sponsor ufficiale è Blumarine. La maglia casalinga resta bianca, e quella da trasferta rossa; Il marchio dello sponsor Blumarine è centrato, di colore bianco su uno sfondo nero.
| Casa | Trasferta |

## Organigramma societario
CDA
- Presidente: Claudio Caliumi
- Amministratore delegato e socio di maggioranza: Stefano Bonacini
- Responsabile settore giovanile: Roberto Marani

Area tecnica
- Direttore sportivo: Cristiano Giuntoli
- Responsabile area tecnica: Roberto Canepa
- Team manager: Matteo Scala
- Responsabile campo da gioco: Mauro Barigazzi
- Magazzinieri: Claudio Sternieri, Gianni Lodi
- Allenatore: Stefano Vecchi, poi Giuseppe Pillon
- Allenatore in seconda: Enrico Bortolas
- Collaboratore tecnico: Giandomenico Costi
- Preparatori atletici: Andrea Nuti, Simone Lugli, Davide Zanasi
- Preparatore dei portieri: Roberto Perrone

Segreteria
- Segretario generale: Giuseppe Valentino
- Aiuto segretario: Mauro Bellentani
- Segreteria settore giovanile: Francesca Meninno

Area amministrativa
- Responsabile amministrazione: Ileana Raviola
- Responsabile biglietteria: Rosy Russo

Area marketing e comunicazione
- Responsabile marketing: Simone Palmieri
- Ufficio marketing: Paolo Ferrari
- Responsabile comunicazione: Stefano Gozzi
- Responsabile ufficio stampa: Enrico Ronchetti
- Responsabile sito internet: Davide Corradini
- Fotografo ufficiale: Carlo Foschi

Sicurezza e tifosi
- Delegato alla sicurezza: Riccardo Croce
- Delegato rapporti tifoseria: Alessandro Flisi

Area sanitaria
- Responsabile sanitario: Dott. Giampiero Patrizi
- Medici sociali: Dott. Claudio Montanari, Dott. Fabrizio Pinto, Dott. Vincenzo Tronci, Dott. Christos Tsatsis
- Fisioterapisti: Simone Stanzani, Andrea Bolognesi

## Rosa
Aggiornato al 31 gennaio 2014.
| N. |                    | Ruolo | Calciatore          |
| -- | ------------------ | ----- | ------------------- |
| 1  | Italia (bandiera)  | P     | Simone Colombi      |
| 2  | Italia (bandiera)  | D     | Emanuele Pesoli     |
| 3  | Italia (bandiera)  | D     | Gaetano Letizia     |
| 4  | Italia (bandiera)  | C     | Luca Bertoni        |
| 5  | Italia (bandiera)  | D     | Fabrizio Poli       |
| 6  | Italia (bandiera)  | D     | Riccardo Gagliolo   |
| 7  | Italia (bandiera)  | C     | Fabio Concas        |
| 8  | Italia (bandiera)  | C     | Alessandro De Vitis |
| 9  | Italia (bandiera)  | A     | Matteo Ardemagni    |
| 10 | Nigeria (bandiera) | A     | Jerry Mbakogu       |
| 11 | Italia (bandiera)  | C     | Antonio Di Gaudio   |
| 12 | Italia (bandiera)  | P     | Jean Claude Consol  |
| 13 | Italia (bandiera)  | D     | Nicolò Sperotto     |
| 14 | Italia (bandiera)  | D     | Elia Legati         |
| 15 | Albania (bandiera) | D     | Harallamb Qaqi      |

| N. |                     | Ruolo | Calciatore            |
| -- | ------------------- | ----- | --------------------- |
| 16 | Italia (bandiera)   | D     | Daniele Sarzi Puttini |
| 17 | Ghana (bandiera)    | C     | Boadu Maxwell Acosty  |
| 18 | Italia (bandiera)   | C     | Denis Lamberti        |
| 19 | Italia (bandiera)   | C     | Lorenzo Pasciuti      |
| 20 | Albania (bandiera)  | C     | Ledian Memushaj       |
| 21 | Italia (bandiera)   | D     | Simone Romagnoli      |
| 22 | Ungheria (bandiera) | P     | Ádám Kovácsik         |
| 23 | Italia (bandiera)   | A     | Roberto Inglese       |
| 24 | Italia (bandiera)   | C     | Filippo Porcari       |
| 25 | Italia (bandiera)   | C     | Lorenzo Lollo         |
| 26 | Italia (bandiera)   | C     | Raffaele Bianco       |
| 27 | Italia (bandiera)   | A     | Alessandro Sgrigna    |
| 28 | Italia (bandiera)   | C     | Alessandro Marani     |
| 29 | Italia (bandiera)   | A     | Patrick Martina       |
|    | Italia (bandiera)   | D     | Claudio Lollini       |

## Calciomercato

### Sessione estiva(dall'1/7 al 2/9)
| Acquisti | Acquisti            | Acquisti      | Acquisti                                    |
| R.       | Nome                | da            | Modalità                                    |
| -------- | ------------------- | ------------- | ------------------------------------------- |
| P        | Timothy Nocchi      | Juventus      | prestito con diritto di riscatto della metà |
| P        | Ádám Kovácsik       | Reggina       | prestito con diritto di riscatto della metà |
| P        | Francesco Forte     | Vigor Lamezia | definitivo                                  |
| P        | Paolo Guerci        | Pavia         | rinnovo comproprietà                        |
| D        | Emanuele Pesoli     |               | svincolato                                  |
| D        | Simone Romagnoli    | Pescara       | definitivo                                  |
| D        | Matteo Liviero      | Juventus      | prestito con diritto di riscatto della metà |
| D        | Harallamb Qaqi      | Verona        | prestito con diritto di riscatto            |
| D        | Nicolò Sperotto     | Torino        | rinnovo comproprietà                        |
| D        | Marco Fusar Bassini | Sorrento      | fine prestito                               |
| D        | Vittorio Nocerino   | Arzanese      | fine prestito                               |
| D        | Andrea De Paola     | Carrarese     | fine prestito                               |
| D        | Alessandro Dascoli  | Venezia       | fine prestito                               |
| C        | Alessandro De Vitis | Sampdoria     | prestito con diritto di riscatto            |
| C        | Ledian Memushaj     | Lecce         | prestito con diritto di riscatto            |
| C        | Luca Bertoni        | Milan         | comproprietà                                |
| C        | Lorenzo Lollo       | Spezia        | prestito con diritto di riscatto            |
| C        | Elia Cortesi        | Atalanta      | rinnovo comproprietà                        |
| C        | Filippo Porcari     | Spezia        | definitivo                                  |
| A        | Edgar Çani          | Catania       | prestito con diritto di riscatto            |
| A        | Gianmarco Mascolo   | Arzanese      | fine prestito                               |
| A        | Radoslav Kirilov    | Chievo        | prestito con diritto di riscatto della metà |
| A        | Manuel Sarao        | Lecco         | definitivo                                  |
| A        | Alessandro Sgrigna  | Verona        | prestito                                    |
| A        | Jerry Mbakogu       | Padova        | prestito con diritto di riscatto della metà |
| A        | Roberto Inglese     | Chievo        | prestito                                    |

| Cessioni | Cessioni            | Cessioni       | Cessioni             |
| R.       | Nome                | a              | Modalità             |
| -------- | ------------------- | -------------- | -------------------- |
| P        | Marco Sportiello    | Atalanta       | fine prestito        |
| P        | Matteo Trini        |                | svincolato           |
| P        | Francesco Forte     | Gavorrano      | comproprietà         |
| P        | Paolo Guerci        | Bellaria       | prestito             |
| D        | Vincent Laurini     | Empoli         | rinnovo comproprietà |
| D        | Leonardo Terigi     | Crotone        | fine prestito        |
| D        | Alessandro Dascoli  | Chieti         | definitivo           |
| D        | Denny Cardin        | Mantova        | definitivo           |
| D        | Marco Fusar Bassini | Gavorrano      | comproprietà         |
| D        | Alessandro Vinci    | Gavorrano      | comproprietà         |
| D        | Federico Sorbo      | Pavia          | definitivo           |
| D        | Andrea De Paola     | Ischia         | definitivo           |
| C        | Giacomo Cenetti     | Bassano Virtus | definitivo           |
| C        | Mattia Negri        | Santarcangelo  | prestito             |
| C        | Francis Obeng       | Santarcangelo  | prestito             |
| C        | Nicholas Teggi      | Renate         | prestito             |
| C        | Raffaele Bianco     | Juventus       | fine prestito        |
| C        | Romeo Papini        |                | svincolato           |
| C        | Leonardo Crafa      |                | svincolato           |
| C        | Fabrizio Melara     | Reggina        | fine prestito        |
| C        | Francesco Potenza   |                | svincolato           |
| C        | Elia Cortesi        | Bassano Virtus | prestito             |
| C        | Marco Perini        | Bellaria       | definitivo           |
| A        | Manuel Sarao        | Savona         | comproprietà         |
| A        | Rachid Arma         | Pisa           | definitivo           |
| A        | Mehdi Kabine        |                | svincolato           |
| A        | Alessio Viola       | Reggina        | fine prestito        |

### Sessione invernale(dal 3/1 al 31/1)
| Acquisti | Acquisti             | Acquisti | Acquisti   |
| R.       | Nome                 | da       | Modalità   |
| -------- | -------------------- | -------- | ---------- |
| P        | Simone Colombi       | Atalanta | prestito   |
| D        | Elia Legati          | Padova   | prestito   |
| C        | Raffaele Bianco      |          | svincolato |
| C        | Boadu Maxwell Acosty | Chievo   | prestito   |
| A        | Matteo Ardemagni     | Atalanta | prestito   |

| Cessioni | Cessioni          | Cessioni  | Cessioni      |
| R.       | Nome              | a         | Modalità      |
| -------- | ----------------- | --------- | ------------- |
| P        | Timothy Nocchi    | Juventus  | fine prestito |
| D        | Matteo Liviero    | Juventus  | fine prestito |
| C        | Radoslav Kirilov  | Venezia   | prestito      |
| A        | Luigi Della Rocca | Cremonese | definitivo    |
| A        | Edgar Çani        | Bari      | prestito      |

## Risultati

### Campionato

#### Girone di andata
| Arbitro: | Saia (Palermo) |

|                      |           |  |
| Antenucci 35’ (rig.) | Marcatori |  |

| Arbitro: | Abbattista (Molfetta) |

|                |           |                |
| Memushaj 45+1’ | Marcatori | 60’ R. Improta |

| Arbitro: | La Penna (Roma) |

|  |           |                        |
|  | Marcatori | 27’ Concas 90’ Inglese |

| Arbitro: | Chiffi (Padova) |

|  |           |                  |
|  | Marcatori | 28’, 55’ Tonelli |

| Arbitro: | Di Paolo (Avezzano) |

|                                                      |           |          |
| Liviero 10’ (aut.) D'Alessandro 68’ Succi 83’, 90+2’ | Marcatori | 87’ Çani |

| Carpi 24 settembre 2013, ore 20:30 CEST 6ª giornata | Carpi                  | 0 – 0 referto | Brescia | Stadio Sandro Cabassi (2.539 spett.)\| Arbitro: \| Manganiello (Pinerolo) \| |
| Arbitro:                                            | Manganiello (Pinerolo) |               |         |                                                                              |

| Arbitro: | Saia (Palermo) |

|  |           |                |
|  | Marcatori | 90+3’ Memushaj |

| Arbitro: | Pasqua (Tivoli) |

|  |           |             |
|  | Marcatori | 73’ Alborno |

| Arbitro: | Maresca (Napoli) |

|             |           |  |
| Sgrigna 35’ | Marcatori |  |

| Arbitro: | Fabbri (Ravenna) |

|                                          |           |             |
| Galabinov 1’, 35’ D'Angelo 5’ Soncin 89’ | Marcatori | 79’ Porcari |

| Arbitro: | Ostinelli (Como) |

|                     |           |             |
| Memushaj 48’ (rig.) | Marcatori | 27’ Morrone |

| Arbitro: | Bruno (Torino) |

|  |           |           |
|  | Marcatori | 57’ Lollo |

| Arbitro: | Di Paolo (Avezzano) |

|                      |           |                       |
| Abruzzese 32’ (aut.) | Marcatori | 10’, 23’ Bernardeschi |

| Arbitro: | Cervellera (Taranto) |

|                                 |           |                                             |
| Mazzarani 9’ Babacar 87’ (rig.) | Marcatori | 36’ (rig.) Sgrigna 39’ Romagnoli 65’ Concas |

| Arbitro: | Merchiori (Ferrara) |

|  |           |                |
|  | Marcatori | 60’ Vergassola |

| Arbitro: | Roca (Foggia) |

|                                                  |           |                          |
| Brugman 15’ Maniero 49’ (rig.), 78’ Politano 61’ | Marcatori | 36’ Concas 87’ Di Gaudio |

| Arbitro: | Chiffi (Padova) |

|            |           |  |
| Sgrigna 4’ | Marcatori |  |

| Arbitro: | Bruno (Torino) |

|                               |           |                  |
| Ceppitelli 22’ Statella 90+1’ | Marcatori | 28’, 61’ Mbakogu |

| Arbitro: | Candussio (Cervignano del Friuli) |

|                     |           |  |
| Memushaj 71’ (rig.) | Marcatori |  |

| Arbitro: | La Penna (Roma) |

|           |           |                                     |
| Troest 8’ | Marcatori | 22’ Memushaj 40’ Letizia 54’ Concas |

| Arbitro: | Manganiello (Pinerolo) |

|                |           |  |
| Gagliolo 90+1’ | Marcatori |  |

#### Girone di ritorno
| Arbitro: | Minelli (Varese) |

|              |           |                                  |
| Memushaj 20’ | Marcatori | 26’ (rig.) Antenucci 69’ Rispoli |

| Arbitro: | Gavillucci (Latina) |

|                    |           |                                                         |
| Musacci 44’ (rig.) | Marcatori | 42’ (rig.) Sgrigna 53’ Pasciuti 71’ Lollo 78’ Ardemagni |

| Arbitro: | Ciampi (Roma) |

|                     |           |               |
| Memushaj 90’ (rig.) | Marcatori | 64’ Giannetti |

| Arbitro: | Maresca (Napoli) |

|                   |           |              |
| Tavano 53’ (rig.) | Marcatori | 43’ Gagliolo |

| Arbitro: | Pinzani (Empoli) |

|                      |           |                          |
| Ardemagni 29’ (rig.) | Marcatori | 39’ Krajnc 90’ Rodríguez |

| Arbitro: | Aureliano (Bologna) |

|  |           |                                |
|  | Marcatori | 8’ Concas 24’ (rig.) Ardemagni |

| Arbitro: | Baracani (Firenze) |

|  |           |                                       |
|  | Marcatori | 63’ Lucioni 70’ Sbaffo 79’ Di Michele |

| Arbitro: | Roca (Foggia) |

|             |           |  |
| Surraco 53’ | Marcatori |  |

| Arbitro: | Bruno (Torino) |

|                      |           |  |
| Buzzegoli 62’ (rig.) | Marcatori |  |

| Arbitro: | La Penna (Roma) |

|               |           |           |
| Mbakogu 45+1’ | Marcatori | 12’ Arini |

| Arbitro: | Chiffi (Padova) |

|              |           |  |
| Paolucci 12’ | Marcatori |  |

| Arbitro: | Fabbri (Ravenna) |

|                                            |           |                            |
| Ardemagni 10’ Di Gaudio 59’ Memushaj 90+1’ | Marcatori | 20’ Pagliarulo 87’ Gambino |

| Crotone 12 aprile 2014, ore 15:00 CEST 34ª giornata | Crotone         | 0 – 0 referto | Carpi | Stadio Ezio Scida (4.975 spett.)\| Arbitro: \| Pasqua (Tivoli) \| |
| Arbitro:                                            | Pasqua (Tivoli) |               |       |                                                                   |

| Arbitro: | Ciampi (Roma) |

|                           |           |                          |
| Concas 7’ Romagnoli 90+2’ | Marcatori | 55’ Babacar 65’ Garofalo |

| Siena 26 aprile 2014, ore 15:00 CEST 36ª giornata | Siena          | 0 – 0 referto | Carpi | Stadio Artemio Franchi-Montepaschi Arena (5.903 spett.)\| Arbitro: \| Saia (Palermo) \| |
| Arbitro:                                          | Saia (Palermo) |               |       |                                                                                         |

| Arbitro: | Maresca (Napoli) |

|                                  |           |  |
| Di Gaudio 17’ Sgrigna 85’ (rig.) | Marcatori |  |

| Arbitro: | Pinzani (Empoli) |

|  |           |                                 |
|  | Marcatori | 60’ Mbakogu 90+2’ (rig.) Pesoli |

| Arbitro: | Manganiello (Pinerolo) |

|             |           |                    |
| Mbakogu 85’ | Marcatori | 2’ Çani 57’ Romizi |

| Arbitro: | Minelli (Varese) |

|             |           |                                |
| Bolzoni 39’ | Marcatori | 3’ (rig.) Mbakogu 79’ Pasciuti |

| Arbitro: | Mariani (Aprilia) |

|                         |           |                       |
| Gagliolo 20’ Concas 36’ | Marcatori | 46’ Thiam 90+3’ Gatto |

| Arbitro: | Pasqua (Tivoli) |

|  |           |                                  |
|  | Marcatori | 38’ Inglese 45+2’ (rig.) Mbakogu |

### Coppa Italia

#### Secondo turno
| Arbitro: | Chiffi (Padova) |

|             |           |  |
| Gerardi 43’ | Marcatori |  |

## Statistiche

### Andamento in campionato
| Giornata  | 1  | 2  | 3  | 4  | 5  | 6  | 7  | 8  | 9  | 10 | 11 | 12 | 13 | 14 | 15 | 16 | 17 | 18 | 19 | 20 | 21 | 22 | 23 | 24 | 25 | 26 | 27 | 28 | 29 | 30 | 31 | 32 | 33 | 34 | 35 | 36 | 37 | 38 | 39 | 40 | 41 | 42 |
| --------- | -- | -- | -- | -- | -- | -- | -- | -- | -- | -- | -- | -- | -- | -- | -- | -- | -- | -- | -- | -- | -- | -- | -- | -- | -- | -- | -- | -- | -- | -- | -- | -- | -- | -- | -- | -- | -- | -- | -- | -- | -- | -- |
| Luogo     | T  | C  | T  | C  | T  | C  | T  | C  | C  | T  | C  | T  | C  | T  | C  | T  | C  | T  | C  | T  | C  | C  | T  | C  | T  | C  | T  | C  | T  | T  | C  | T  | C  | T  | C  | T  | C  | T  | C  | T  | C  | T  |
| Risultato | P  | N  | V  | P  | P  | N  | V  | P  | V  | P  | N  | V  | P  | V  | P  | P  | V  | N  | V  | V  | V  | P  | V  | N  | N  | P  | V  | P  | P  | P  | N  | P  | V  | N  | N  | N  | V  | V  | P  | V  | N  | V  |
| Posizione | 16 | 18 | 15 | 17 | 19 | 18 | 18 | 18 | 12 | 15 | 15 | 13 | 16 | 12 | 14 | 14 | 14 | 14 | 14 | 12 | 8  | 11 | 10 | 10 | 11 | 12 | 10 | 11 | 12 | 14 | 16 | 17 | 16 | 15 | 15 | 15 | 14 | 13 | 13 | 13 | 13 | 12 |

Fonte:  Serie B – Classifiche, su sport.sky.it, Sky Sport. URL consultato l'8 gennaio 2014 (archiviato dall'url originale l'11 settembre 2014).
Legenda:

Luogo: C = Casa; T = Trasferta. Risultato: V = Vittoria; N = Pareggio; P = Sconfitta.

### Statistiche di squadra
Statistiche aggiornate al 31 maggio 2014.
| Competizione | Punti | In casa | In casa | In casa | In casa | In casa | In casa | In trasferta | In trasferta | In trasferta | In trasferta | In trasferta | In trasferta | Totale | Totale | Totale | Totale | Totale | Totale |
| Competizione | Punti | G       | V       | N       | P       | Gf      | Gs      | G            | V            | N            | P            | Gf           | Gs           | G      | V      | N      | P      | Gf     | Gs     |
| ------------ | ----- | ------- | ------- | ------- | ------- | ------- | ------- | ------------ | ------------ | ------------ | ------------ | ------------ | ------------ | ------ | ------ | ------ | ------ | ------ | ------ |
| Campionato   | 59    | 21      | 6       | 7       | 8       | 21      | 25      | 21           | 10           | 4            | 7            | 29           | 24           | 42     | 16     | 11     | 15     | 50     | 49     |
| Coppa Italia | -     | 0       | 0       | 0       | 0       | 0       | 0       | 1            | 0            | 0            | 1            | 0            | 1            | 1      | 0      | 0      | 1      | 0      | 1      |
| Totale       | 59    | 21      | 6       | 7       | 8       | 21      | 25      | 22           | 10           | 4            | 8            | 29           | 25           | 43     | 16     | 11     | 16     | 50     | 50     |

### Statistiche dei giocatori
| Giocatore        | Serie B  | Serie B | Serie B     | Serie B    | Coppa Italia | Coppa Italia | Coppa Italia | Coppa Italia | Totale   | Totale | Totale      | Totale     |
| Giocatore        | Presenze | Reti    | Ammonizioni | Espulsioni | Presenze     | Reti         | Ammonizioni  | Espulsioni   | Presenze | Reti   | Ammonizioni | Espulsioni |
| ---------------- | -------- | ------- | ----------- | ---------- | ------------ | ------------ | ------------ | ------------ | -------- | ------ | ----------- | ---------- |
| S. Colombi       | 20       | 0       | 1           | 0          | 0            | 0            | 0            | 0            | 20       | 0      | 1           | 0          |
| T. Nocchi        | 5        | 0       | 0           | 0          | 0            | 0            | 0            | 0            | 5        | 0      | 0           | 0          |
| E. Pesoli        | 36       | 1       | 9           | 0          | 1            | 0            | 0            | 1            | 37       | 1      | 9           | 1          |
| G. Letizia       | 36       | 1       | 5           | 0          | 0            | 0            | 0            | 0            | 36       | 1      | 5           | 0          |
| L. Bertoni       | 7        | 0       | 0           | 0          | 1            | 0            | 0            | 0            | 8        | 0      | 0           | 0          |
| F. Poli          | 14       | 0       | 0           | 0          | 1            | 0            | 0            | 0            | 15       | 0      | 0           | 0          |
| R. Gagliolo      | 36       | 3       | 11          | 1          | 1            | 0            | 0            | 0            | 37       | 3      | 11          | 1          |
| F. Concas        | 35       | 7       | 11          | 0          | 0            | 0            | 0            | 0            | 35       | 7      | 11          | 0          |
| A. De Vitis      | 8        | 0       | 0           | 1          | 0            | 0            | 0            | 0            | 8        | 0      | 0           | 1          |
| L. Della Rocca   | 5        | 0       | 1           | 0          | 0            | 0            | 0            | 0            | 5        | 0      | 1           | 0          |
| M. Ardemagni     | 17       | 4       | 1           | 0          | 0            | 0            | 0            | 0            | 17       | 4      | 1           | 0          |
| J. Mbakogu       | 28       | 7       | 2           | 0          | 0            | 0            | 0            | 0            | 28       | 7      | 2           | 0          |
| A. Di Gaudio     | 36       | 3       | 3           | 0          | 1            | 0            | 1            | 0            | 37       | 3      | 4           | 0          |
| N. Sperotto      | 6        | 0       | 2           | 0          | 0            | 0            | 0            | 0            | 6        | 0      | 2           | 0          |
| M. Liviero       | 3        | 0       | 1           | 0          | 1            | 0            | 0            | 0            | 4        | 0      | 1           | 0          |
| E. Legati        | 12       | 0       | 2           | 0          | 0            | 0            | 0            | 0            | 12       | 0      | 2           | 0          |
| H. Qaqi          | 1        | 0       | 0           | 0          | 0            | 0            | 0            | 0            | 1        | 0      | 0           | 0          |
| D. Sarzi Puttini | 1        | 0       | 0           | 0          | 0            | 0            | 0            | 0            | 1        | 0      | 0           | 0          |
| R. Kirilov       | 7        | 0       | 0           | 0          | 0            | 0            | 0            | 0            | 7        | 0      | 0           | 0          |
| B. Acosty        | 12       | 0       | 0           | 0          | 0            | 0            | 0            | 0            | 12       | 0      | 0           | 0          |
| E. Çani          | 13       | 1       | 0           | 0          | 1            | 0            | 0            | 0            | 14       | 1      | 0           | 0          |
| L. Pasciuti      | 26       | 2       | 7           | 1          | 1            | 0            | 0            | 0            | 27       | 2      | 7           | 1          |
| L. Memushaj      | 33       | 8       | 10          | 1          | 1            | 0            | 0            | 0            | 34       | 8      | 10          | 1          |
| S. Romagnoli     | 32       | 2       | 5           | 0          | 1            | 0            | 0            | 0            | 33       | 2      | 5           | 0          |
| A. Kovácsik      | 18       | 0       | 0           | 0          | 1            | 0            | 0            | 0            | 19       | 0      | 0           | 0          |
| R. Inglese       | 20       | 2       | 1           | 0          | 0            | 0            | 0            | 0            | 20       | 2      | 1           | 0          |
| F. Porcari       | 39       | 1       | 10          | 0          | 0            | 0            | 0            | 0            | 39       | 1      | 10          | 0          |
| L. Lollo         | 34       | 2       | 7           | 2          | 0            | 0            | 0            | 0            | 34       | 2      | 7           | 2          |
| R. Bianco        | 15       | 0       | 5           | 0          | 0            | 0            | 0            | 0            | 15       | 0      | 5           | 0          |
| A. Sgrigna       | 34       | 5       | 2           | 0          | 0            | 0            | 0            | 0            | 34       | 5      | 2           | 0          |